# Buhén
| D58 | G43 | O4 · N35 | T14 | N25 |

| D58 | G43 | O4 · N35 | T14 | N25 |

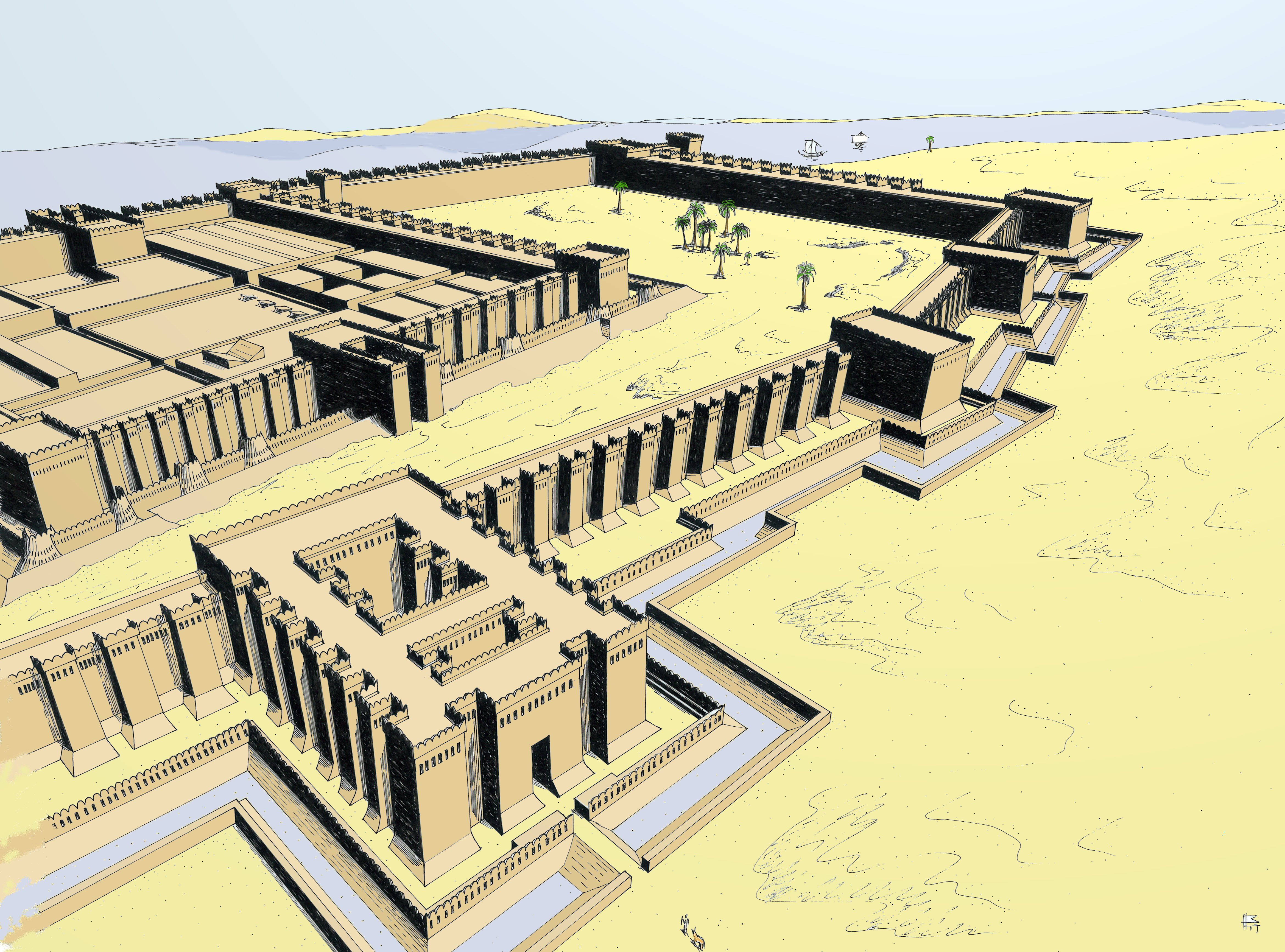
Pevnost Buhén

Buhén bylo staroegyptské osídlení ležící v oblasti druhého nilského kataraktu. Je především známý pro svoji pevnost, která zde byla postavena kolem roku 1860 př. n. l. za vlády faraona 12. dynastie Senusreta III. Ve zdejší lokalitě se Egypťané poprvé usadili během 4. dynastie za vlády faraona Snofrua. Podle nalezených nápisů zde Egypťané setrvali po dobu 200 let, do období 5. dynastie, kdy byli pravděpodobně vyhnání imigranty z jihu.
Faraon Senusret III. provedl během své vlády čtyři válečné výpravy do Kuše, během nichž nechal vystavět řadu pevností. Pevnosti byly stavěny s takovým rozestupem, aby byly schopné si předávat varovný signál o blížícím se nebezpečí. Nejsevernější pevností z této linie byl Buhén. Podél Nilu se pak nacházely další pevnosti – Mirgissa, Šalfak, Uronarti, Askut, Dabenarti, Semna a Kumma. Kušité dobyli Buhén během 13. dynastie a drželi nad ním kontrolu až do vlády egyptského faraona Ahmose I., který na začátku 18. dynastie získal pevnost zpět. Egypt na konci 20. dynastie o pevnost opět přišel, když byla napadena domorodými silami.
Pevnost, nacházející se na západním břehu Nilu, měřila více než 150 metrů a rozléhala se na ploše 13 000 m2. Žilo zde přibližně 3 500 obyvatel. Buhén rovněž sloužil jako administrativní centrum pro celou oblast druhého nilského kataraktu. Pevnost byla chráněna tři metry hlubokým vodním příkopem, padacím mostem, bastiony, hradbami s cimbuřím a katapulty. Zdi pevnosti byly přibližně pět metrů široké a deset metrů vysoké.
V současné době se pevnost Buhén nachází pod hladinou Násirova jezera, které vzniklo výstavbou Vysoké Asuánské přehrady v roce 1964. V pevnosti se rovněž nacházel Horův chrám postavený královnou Hatšepsut. Ten byl před zatopením oblasti přesunut do súdánského hlavního města Chartúmu.